# Cylindropuntia waltoniorum
Cylindropuntia waltoniorum, conocida comúnmente como cholla de San Borja, es una especie de planta suculenta perteneciente al género Cylindropuntia, dentro de la familia Cactaceae. Es endémica del noroeste de México, distribuyéndose desde el sur de Baja California hasta el sur de Baja California Sur y algunas islas adyacentes del Pacífico y del Golfo de México. 

## Descripción
Cylindropuntia waltoniorum es una especie de cactus que crece como un arbusto o pequeño árbol, de hábito monopodial y alturas de 0,7 a 1,8 m. Desarrolla un tronco bien definido, con ramas abiertas que a veces se desprenden con facilidad.  
Los tallos son erectos, articulados y están formados por segmentados delgados. Cada uno de ellos mide de 3 a 14 cm de largo y de 0,6 a 1,5 cm de diámetro. Son cilíndricos, tienen la epidermis de color verde claro a gris verdoso y comúnmente adquieren tonalidades púrpura-marrón, especialmente alrededor de las areolas. Presentan tubérculos generalmente bajos, elongados y miden de 1 a 1,9 cm de largo, de 0,2 a 0,4 cm de ancho y de 0,1 a 0,4 cm de alto. 

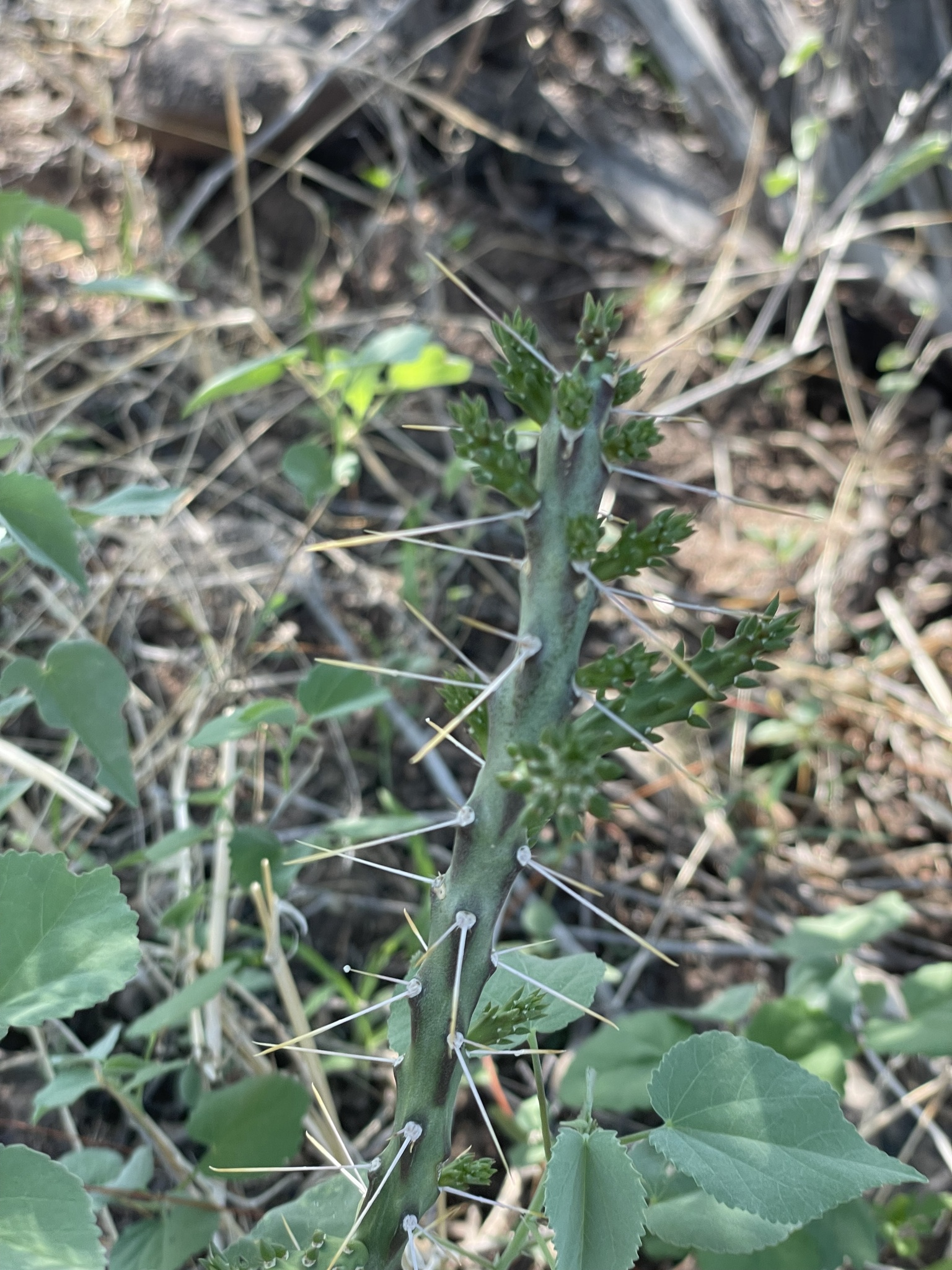
Detalle de los tallos

Sobre los tallos se asientan areolas de color crema que se tornan grises con la edad, miden de 2 a 3 mm de largo y de 2 a 3 mm de diámetro. Poseen gloquidos de color dorado marrón o color óxido y miden de 2 a 3 mm. Además hay de 0 a 4 gloquidos similares a pelos en la base de la areola, llegando a medir de 3 a 5 mm.
La mayoría de las areolas presentan de 1 a 6 espinas (aunque también pueden faltar) de color gris y tienen las puntas de color naranja claro a amarillo. Están cubiertas por una vaina epidérmica de color amarillo a dorado que parece de papel. De entre ellas, las espinas centrales son rígidas, están orientadas hacia adelante o ligeramente hacia abajo y miden de 1 a 3,5 cm de largo, con diámetros de 0,2 a 0,5 mm. También hay de 1 a 3 espinas radiales pequeñas, de hasta 0,5 cm de longitud.
Las flores tienen los tépalos internos de color rojo y los filamentos de los estambres son verdes. Se abren durante el día (diurnas), son polinizadas por abejas y florece en abril.
Los frutos van de verdes a rojos, son carnosos y sin espinas (o con algunas espinas dispersas). Su forma va de obovada a clava y a veces son prolíficos, produciendo frutos o tallos. Miden de 1,7 a 2,5 cm de largo y de 1,2 a 2 cm de diámetro. En su interior contienen de 0 a 5 semillas de color pardo, están comprimidas lateralmente y son de contorno circular. Tienen un diámetro de 3,5 a 5 mm y su número de cromosomas es de 2n = 44.

## Distribución y hábitat
El área de distribución nativa de esta especie es el noroeste de México, distribuyéndose desde el sur de Baja California hasta el sur de Baja California Sur y algunas islas adyacentes del Pacífico y del Golfo de California.
Crece principalmente en biomas desérticos o de matorral seco, a elevaciones de 50 a 700 metros sobre el nivel del mar.

## Taxonomía
Cylindropuntia waltoniorum fue descrita por el botánico Jon Paul Rebman y publicada por primera vez en la revista científica Madroño 62: 60 en el año 2015.
Etimología
- Cylindropuntia: nombre genérico formado por dos palabras: el sustantivo griego kýlindros (que significa 'cilindro') y el género Opuntia, (con el que el género tiene similitudes), haciendo referencia a la forma cilíndrica de los tallos de las plantas.[4]
- waltoniorum: epíteto específico otorgado en honor a John Thomas Walton y Christy Walton por su apoyo a largo plazo en investigación, conservación y educación en la península de Baja California y en el Golfo de California.[2]

## Usos
Se cultiva muy raramente como planta ornamental y su propagación se realiza principalmente a través de esquejes.